# Sarona Reiher
Sarona Reiher (Vancouver (Washington), 10 januari 1978) is een Amerikaans professioneel worstelaarster die onder de ringnaam Tamina Snuka actief is in de WWE.

## Professioneel worstelcarrière

### Beginjaren
Reiher begon in 2009 met trainen in het Wild Samoan Training Center voor haar professioneel worstelcarrière. In juni 2009 worstelde Reiher, onder haar ringnaam Sarona Snuka bij het World Xtreme Wrestling tot november 2009.

### World Wrestling Entertainment/WWE (2010-heden)
In maart 2010 ondertekende Reiher een contract met de World Wrestling Entertainment (WWE) en werd, onder haar ringnaam Tamina, doorgestuurd naar de Florida Championship Wrestling (FCW), een WWE-opleidingscentrum. In april 2010 kwam Tamina in contact met The Uso Brothers (Jimmy en Jey Uso), die  een tag team vormde, en werd een valet van het team. Tussendoor vormde Tamina meermaals met Liviana een tag team. In juni 2010 werden The Usos en Tamina gepromoveerd naar het WWE-rooster en worstelen zij op Raw-brand als heels.
Tijdens de Fatal 4-Way match op 20 juni 2010, wat haar eerste WWE-pay-per-viewevenement was, verloor Tamina samen met The Usos van The Hart Dynasty. Op 22 juli 2010 keerde ze terug naar de FCW, waar ze de titelmatch verloor van de toenmalige kampioene Naomi Night voor het FCW Divas Championship en keerde daarna opnieuw terug naar Raw. Tijdens de Raw-aflevering op 6 december 2010 verloren Tamina en The Usos van het duo Santino Marella en Vladimir Kozlov. Na de match verliet Tamina The Usos en vergezelde Marella en Kozlov en werd ze een face. 
Tamina bleef de Marella & Kozlov vergezellen als valet, totdat ze door de Supplemental Draft 2011 naar de SmackDown-brand werd gestuurd. Daar veranderde ze opnieuw in een heel en vormde verscheidene keren een team met andere WWE Divas zoals: Alicia Fox, Rosa Mendes, The Bella Twins en Maryse. 
In het voorjaar van 2012 introduceerde Tamina haar nieuwe finisher, de "Superfly Splash", die ze overnam van haar vader, Jimmy "Superfly" Snuka. In het najaar van 2012 onderging ze een rugoperatie.

## Persoonlijk leven
Sarona is de dochter van James Reiher (ook bekend als Jimmy "Superfly" Snuka) en de zus van James Reiher jr. (ook bekend als Deuce of Sim Snuka).

## In het worstelen
- Finishers
  - Superfly Splash
- Samoan drop

- Signature moves
  - Super kick
  - Headbutt
  - Running headbutt drop

- Managers
  - Rosa Mendes
  - Alicia Fox
  - AJ Lee
  - Natalya

- Worstelaars managed
  - The Usos

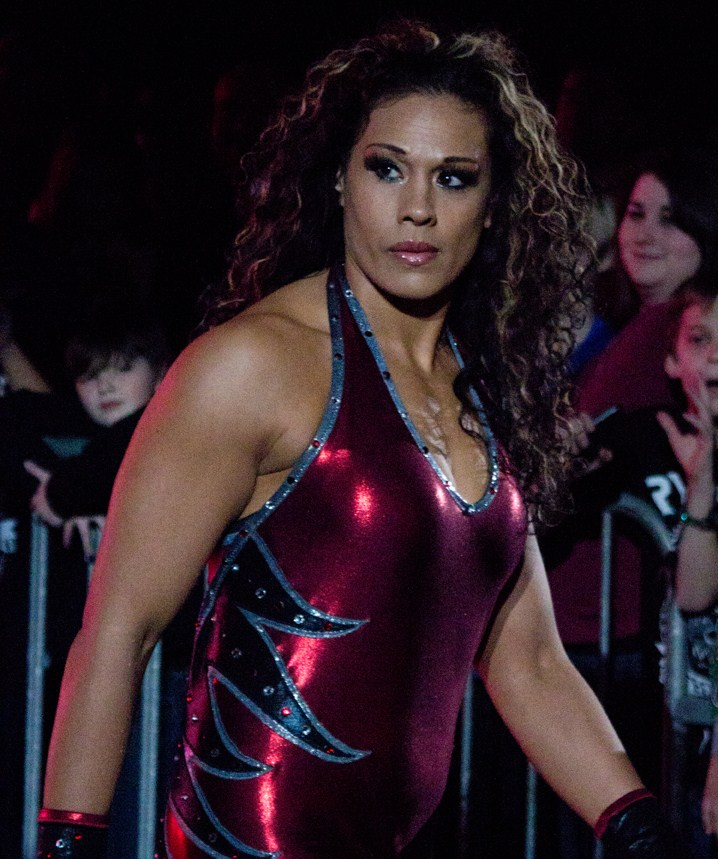
Reiher als Tamina Snuka in 2013

  - Santino Marella en Vladimir Kozlov
  - JTG